# Saint-Seurin-de-Prats
Saint-Seurin-de-Prats è un comune francese di 507 abitanti situato nel dipartimento della Dordogna nella regione della Nuova Aquitania.

## Società

### Evoluzione demografica
Abitanti censiti